# Программа административно-территориального передела Северо-Востока

Разбиение Китайской республики на провинции. 9 провинций Северо-Востока закрашены розовым цветом

«Программа административно-территориального передела Северо-Востока» (кит. трад. 東北新省區方案, упр. 东北新省区方案), или «9 провинций Северо-Востока» (кит. трад. 東北九省, упр. 东北九省) — принятый 5 июня 36-го года Китайской республики (1947 год) правительством Китайской Республики план нового разбиения на провинции китайского Северо-Востока.

## Предыстория
После Синьхайской революции 1911 года северо-восточная часть Китайской Республики была разделена на три провинции: Фэнтянь (в 1929 году переименованная в Ляонин), Гирин и Хэйлунцзян. После японской интервенции 1931 года в 1932 году на территории китайского Северо-Востока было образовано марионеточное государство Маньчжоу-го, которое произвело передел территории, создав 18 провинций. К моменту окончания Второй мировой войны от структур старого административного деления (на три провинции) уже практически ничего не осталось.

## Программа
По окончании Второй мировой войны правительство Китайской республики разработало план, в соответствии с которым территория китайского Северо-Востока должна была быть разбита на 9 провинций (то есть на месте каждой из довоенных провинций образовывались три новых):
| № | Провинция  | Провинция              | Провинция            | Столица    | Карта |
| № | Русский    | Китайский традиционный | Китайский упрощённый | Столица    | Карта |
| - | ---------- | ---------------------- | -------------------- | ---------- | ----- |
| 1 | Ляонин     | 遼寧省                 | 辽宁省               | Шэньян     |       |
| 2 | Аньдун     | 安東省                 | 安东省               | Аньдун     |       |
| 3 | Ляобэй     | 遼北省                 | 辽北省               | Ляоюань    |       |
| 4 | Гирин      | 吉林省                 | 吉林省               | Гирин      |       |
| 5 | Сунцзян    | 松江省                 | 松江省               | Муданьцзян |       |
| 6 | Хэцзян     | 合江省                 | 合江省               | Цзямусы    |       |
| 7 | Хэйлунцзян | 黑龍江省               | 黑龙江省             | Бэйань     |       |
| 8 | Нэньцзян   | 嫩江省                 | 嫩江省               | Цицикар    |       |
| 9 | Синъань    | 興安省                 | 兴安省               | Хайлар     |       |

Помимо этих девяти провинций, на Северо-Востоке ещё учреждались три города центрального подчинения, подчинявшиеся напрямую Исполнительному Юаню: Далянь, Шэньян и Харбин.

## Поуездный состав новых провинций
- Провинция Ляонин (административный центр — Шэньян, в составе — 4 города и 22 уезда)
  - Города провинциального подчинения: Цзиньчжоу, Инкоу, Аньшань, Люйшунь.
  - Уезды: Шэньян, Фушунь, Бэньси, Хайчэн, Гайпин, Телин, Ляочжун, Цзиньсянь, Ляоян, Фусянь, Цзиньсянь, Суйчжун, Бэйчжэнь, Синчэн, Исянь, Цзиньси, Паньшань, Синьминь, Хэйшань, Сюянь, Чжуанхэ, Тайань.
  - Примечание: город Шэньян являлся городом центрального подчинения, подчиняясь непосредственно Исполнительному юаню, но при этом одновременно служил административным центром провинции Ляонин.
- Провинция Аньдун (административный центр — Тунхуа, в составе — 2 города и 18 уездов)
  - Города провинциального подчинения: Тунхуа, Аньдун.
  - Уезды: Синьбинь, Тунхуа, Хуаньжэнь, Цзиань, Линьцзян, Чанбай, Фусун, Хайлун, Люхэ, Дунфэн, Фэнчэн, Куаньдянь, Аньдун, Хуэйнань, Цинъюань, Цзиньшань, Мэнцзян, Гушань.
- Провинция Ляобэй (административный центр — Ляоюань, в составе — 2 города, 18 уездов, 6 хошунов)
  - Города провинциального подчинения: Ляоюань, Сыпин.
  - Уезды: Кайюань, Чжанъу, Сифэн, Бэйфэн, Чанту, Лишу, Канпин, Ляоюань, Таонань, Кайтун, Аньгуан, Туцюань, Чжэньдун, Таоань, Факу, Чжаньюй, Чанлин.
  - Хошуны: Хорчин-Юицяньци, Хорчин-Юичжунци, Хорчин-Юихоуци, Хорчин-Цзоицяньци, Хорчин-Цзоичжунци, Хорчин-Цзоихоуци.
- Провинция Гирин (административный центр — Гирин, в составе — 2 города, 18 уездов, 1 хошун)
  - Города провинциального подчинения: Гирин, Чанчунь.
  - Уезды: Юнцзи, Чанчунь, Итун, Нунъань, Шулань, Хуадянь, Паньши, Шуанъян, Дэхуэй, Фуюй, Шуанчэн, Учан, Юйшу, Дуньхуа, Цзяохэ, Цяньань, Цзютай, Хуайдэ.
  - Хошуны: Цянь-Горлос.
- Провинция Сунцзян (административный центр — Муданьцзян, в составе — 2 города, 15 уездов)
  - Города провинциального подчинения: Муданьцзян, Яньцзи.
  - Уезды: Биньсянь, Яньшоу, Ачэн, Яньцзи, Нинъань, Хуньчунь, Дуннин, Ванцин, Хэлун, Мулин, Фанчжэн, Чжухэ, Вэйхэ, Суйфэнь, Аньту.
- Провинция Хэцзян (административный центр — Цзямусы, в составе — 1 город, 17 уездов)
  - Города провинциального подчинения: Цзямусы.
  - Уезды: Илань, Хуачуань, Мишань, Жаохэ, Хулинь, Тунцзян, Фуцзинь, Фуюань, Баоцин, Боли, Тунхэ, Танъюань, Лобэй, Суйбинь, Фэншань, Хэли, Линькоу.
- Провинция Нэньцзян (административный центр — Цицикар, в составе — 1 город, 18 уездов, 2 хошуна)
  - Города провинциального подчинения: Цицикар.
  - Уезды: Лунцзян, Хулань, Мулань, Ланьси, Баянь, Цинган, Чжаочжоу, Далай, Аньда, Чжаодун, Тайлай, Линьдянь, Цзинсин, Ганьнань, Тайкан, Дунсин, Фуюй, Чжаоюань.
  - Хошуны: Дурбэд, Джалайд.
- Провинция Хэйлунцзян (административный центр — Бэйань, в составе — 1 город, 25 уездов, 1 хошун)
  - Города провинциального подчинения: Бэйань.
  - Уезды: Суйхуа, Цинчэн, Хайлунь, Байцюань, Нэньчэн, Нэхэ, Айгунь, Хума, Кэшань, Лунчжэнь, Суйлин, Тунбэй, Мохэ, Ванкуй, Иань, Миншуй, Уюнь, Фошань, Упу, Цикэ, Суйхэ, Тели, Дэду, Кэдун, Суньу.
  - Хошуны: особый хошун Икэминъань.
- Провинция Синъань (административный центр — Хайлар, в составе — 1 город, 7 уездов, 11 хошунов)
  - Города провинциального подчинения: Хайлар.
  - Уезды: Хулун-Буир, Маньчжурия, Цицянь, Ялу, Буси, Сулунь.

## Итоги
После капитуляции японских войск правительство Китайской республики, обременённое огромным количеством дел, не имело возможности ещё и обеспечить полноценное военное присутствие на Северо-Востоке, поэтому Маньчжурия, фактически, попала под контроль Коммунистической партии Китая, перебросившей туда войска из Северного Китая. После ухода советских войск гоминьдановское правительство сумело взять под контроль лишь некоторые крупные города: Харбин, Цицикар, Чанчунь, Сыпин, Шэньян, Цзиньчжоу. В том же 1947 году, когда был предложен план нового административного деления Северо-Востока, возобновилась гражданская война. К концу 1948 года после Ляошэньского сражения вся Маньчжурия оказалась под контролем войск компартии Китая, и план разбиения на 9 провинций так и не был, фактически, претворён в жизнь. Новая власть в 1949 году поделила Северо-Восток на пять провинций. Китайская Республика не признаёт изменений административно-территориального деления, совершённых правительством КНР.